# IC 1749
IC 1749 је лентикуларна галаксија у сазвјежђу Рибе која се налази на листи објеката дубоког неба у Индекс каталогу.
Деклинација објекта је + 6° 44' 44" а ректасцензија 1h 56m 11,0s. Привидна величина (магнитуда) објекта IC 1749 износи 13,6 а фотографска магнитуда 14,6. IC 1749 је још познат и под ознакама UGC 1407, MCG 1-6-1, CGCG 413-3, IRAS 01535+0630, NPM1G +06.0085, KUG 0153+065, PGC 7235.